# Gharyan (stad)
Gharyan of Gharian ( غريان ) is de hoofdstad van het gemeentedistrict Al Jabal al Gharbi in het noordwesten van Libië.  Voor 2007 was het de hoofdplaats van de gelijknamige gemeente. Gharyan is een van de grootste plaatsen in het Nafoesagebergte die vooral bewoond worden door Berbers. 